# Ebomegobius goodi
Ebomegobius goodi es una especie de peces de la familia de los Gobiidae en el orden de los Perciformes.

## Morfología
Los machos pueden llegar a alcanzar los 3,5 cm de longitud total.

## Hábitat
Es un pez de clima tropical y demersal.

## Distribución geográfica
Se encuentran en África: el Camerún.

## Observaciones
Es inofensivo para los humanos.